# Loki Schmidt Stiftung
Die Stiftung Naturschutz Hamburg und Stiftung Loki Schmidt zum Schutze gefährdeter Pflanzen, kurz Loki-Schmidt-Stiftung, auch Stiftung Natur und Pflanzen, ist eine Stiftung bürgerlichen Rechts mit dem Ziel der Förderung des Schutzes von Natur und Landschaft sowie der Umweltbildung.
Die Stiftung mit Sitz in Hamburg ist insbesondere auf den praxisorientierten Schutz und die Pflege gefährdeter Biotope ausgerichtet und vorwiegend operativ mit eigenen Projekten, wie beispielsweise auf den dazu erworbenen Stiftungsflächen, tätig. Deutschlandweit bekannt wurde die Stiftung vor allem durch ihr ehemaliges Vorstandsmitglied Loki Schmidt, der Ehefrau des Alt-Bundeskanzlers Helmut Schmidt, die sich ebenso als Botanikerin und Naturschützerin Anerkennung erworben hatte.

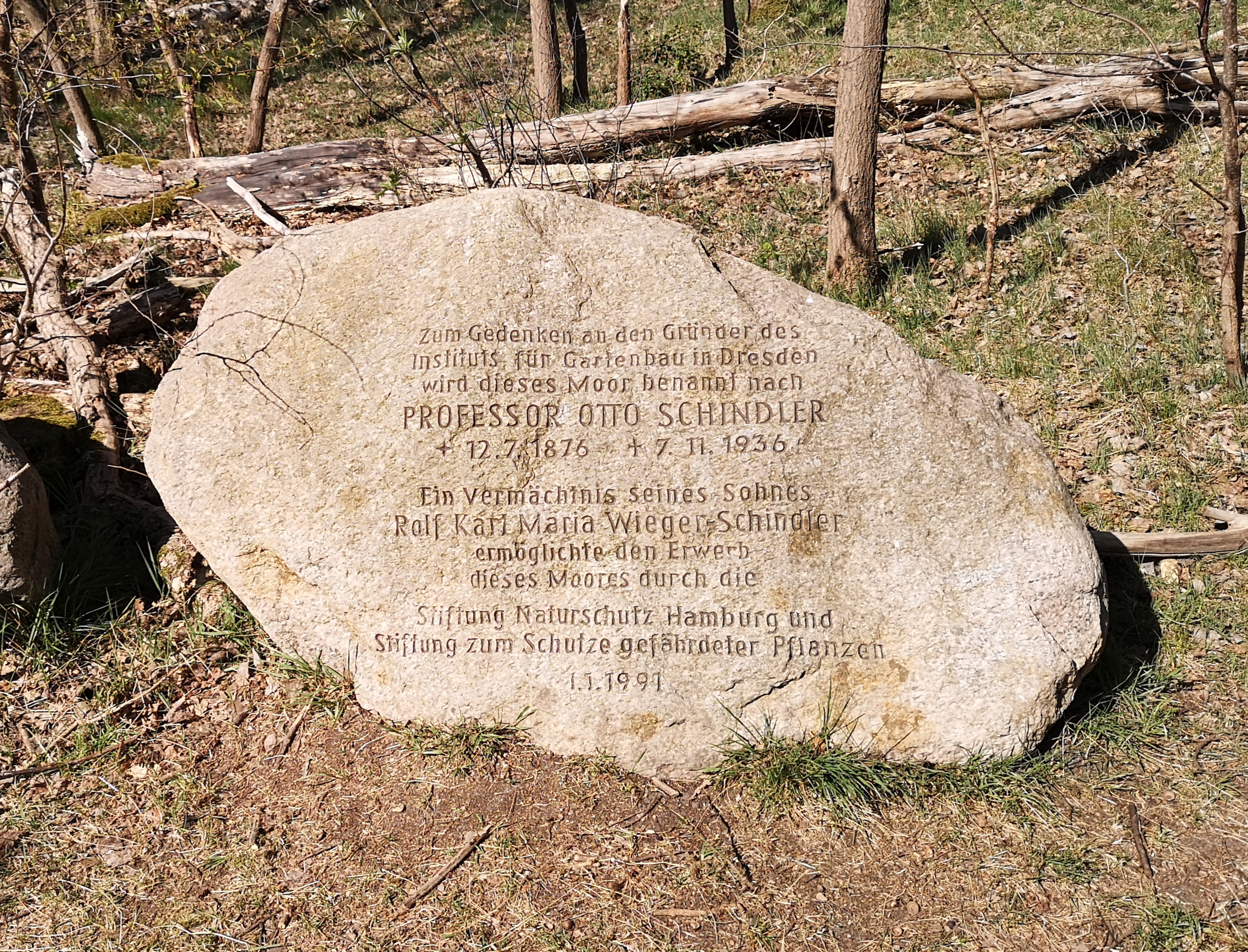
Gedenkstein der Loki-Schmidt-Stiftung für Otto Schindler am Wittmoor

Die Stiftung ist aus der Fusion zweier vorher bestehender Stiftungen hervorgegangen, der von Werner Melzer und Loki Schmidt 1979 ins Leben gerufenen „Stiftung zum Schutze gefährdeter Pflanzen“, deren Vorläufer das von ihr 1976 initiierte „Kuratorium zum Schutze gefährdeter Pflanzen“ war und der 1985/86 gegründeten „Stiftung Naturschutz Hamburg“, die unter maßgeblicher Beteiligung des damaligen Präses der Hamburger Umweltbehörde Senator Wolfgang Curilla entstand. Die Finanzen werden vom Stiftungsrat kontrolliert, dies bewertete die Stiftung Warentest in ihrer Untersuchung zu Spendenorganisationen vom November 2014 als positiv.
Die Stiftung sieht ihre Aufgaben u. a. darin, durch gezielte Öffentlichkeitsarbeit auf die Gefährdung von Biotopen und den darin enthaltenen Pflanzen aufmerksam zu machen und pachtet zu diesem Zweck auch vereinzelt Landflächen oder kauft diese. Das älteste solche Stiftungsprojekt war der Ankauf von Flächen im Oleftal bei Hollerath zum Schutze der dortigen Wildnarzissen, der weitere Stiftungsflächen in verschiedenen Regionen Deutschlands folgten.
Weiter betreibt die Stiftung in zwei Hamburger Naturschutzgebieten das Naturschutz-Informationshaus „Schafstall“ in der Fischbeker Heide und das Naturschutz-Informationshaus in der Boberger Niederung.

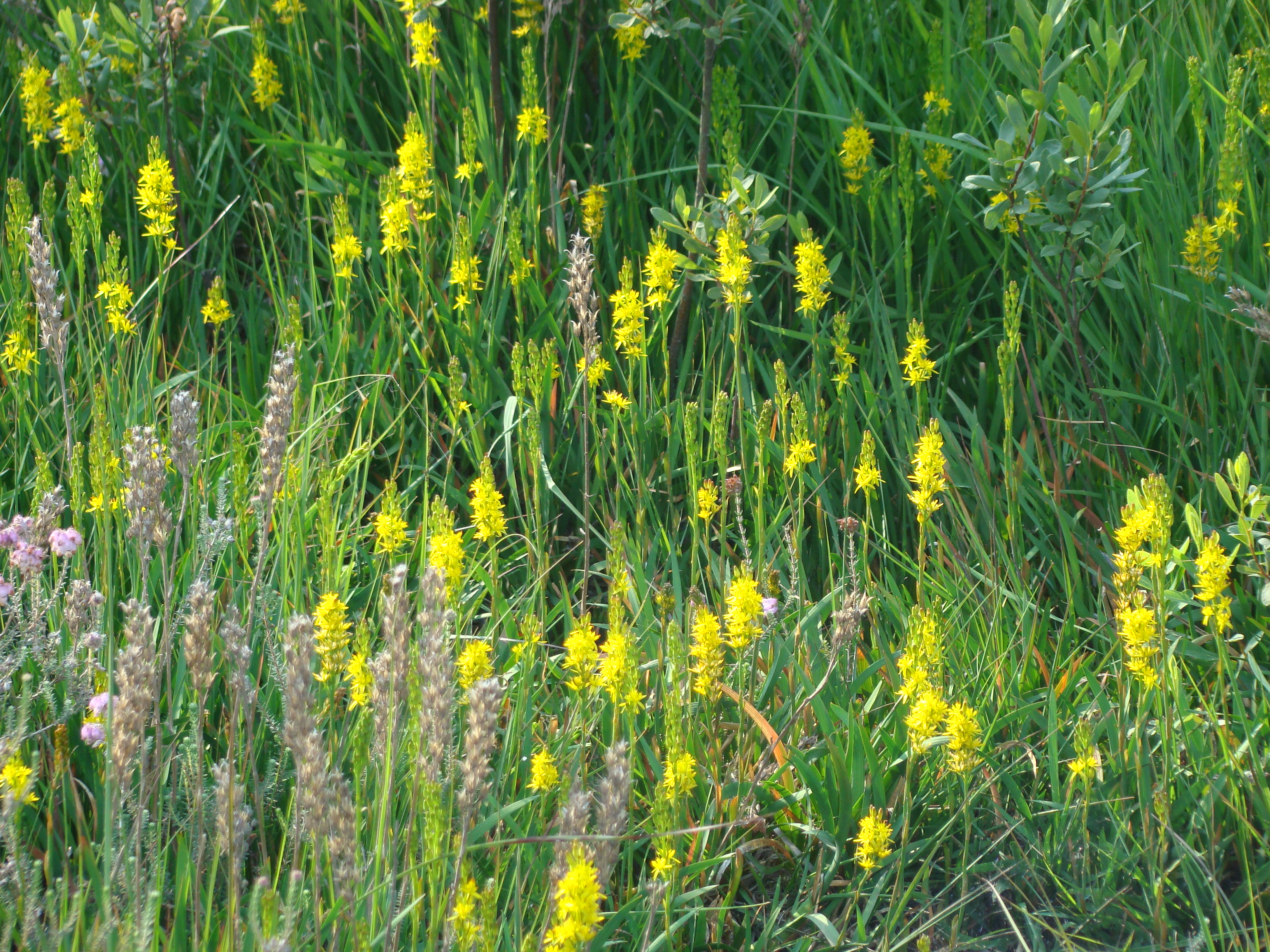
Die Blume des Jahres 2011:
Moorlilien oder Beinbrech (hier Bestand an blühenden und ausgeblühten Exemplaren)

Auf Empfehlung der Stiftung wird seit 1977 die Silberpflanze oder Loki-Schmidt-Silberpflanze (eine stilisierte Pflanze des Künstlers Helmut Koniarsky aus Silber) an Personen oder Institutionen als Symbol für besondere Leistungen im Natur- und Umweltschutz verliehen. Diejenigen mit dieser Auszeichnung zu ehren, die sich um den Schutz gefährdeter Pflanzen verdient gemacht haben, geht auf die Idee von Loki Schmidt (die den Preis auch verlieh) und den Hamburger Unternehmer Kurt A. Körber zurück.
Die Stiftung wählt zudem die Blume des Jahres aus. Die erstmals seit der Wahl des Lungen-Enzians zur Blume des Jahres 1980 alljährlich von der Stiftung vorgestellten und somit in den Fokus der Öffentlichkeit gerückten Blumen sind Teil einer Aufklärungskampagne, die über den ökologischen Wert von Wildblumen und ihrer Lebensräume informieren und zu einem besseren Schutz der ausgewählten Arten beitragen soll.